# Задужбина Николе Пашића
Задужбина „Никола Пашић” налази се у склопу Музеја у Зајечару. Налази се у улици Николе Пашића 126. у Зајечару.

## Живот и рад
Живот и рад Николе Пашића (Зајечар 1845– Београд 1926) везује се време владавине обе српске династија, Обреновић и Карађорђевић.
Његово прво појављивање у јавном политичком животу било је 1878. године, када је изабран за народног посланика. Пар година касније, уследило је оснивање Радикалне странке 1881. године. Године 1883, предводио је Тимочка буна и био осуђен на смрт и изгнанство. Помилован је 1889. године.

## Политичка каријера
Након добровољног напуштања власти од стране краља Милана, Пашић са својом странком осваја изборну победу. Преузима власт у Србији и формира свој први кабинет Владе 1891. године.
Током свог политичког деловања, био је на функцији председника београдске општине у периоду од 1896. до 1897. године. Дипломатски посланик у Петрограду био је од 1893. до 1894. године. Након завршетка Првог светског рата припала му је дужност преговарача на Конференцији мира у Паризу.
За време владавине Обреновића, Радикална странка, па и он као њен вођа, били су углавном у опозицији а сасвим ретко на власти, док су за време Карађорђевића били искључиво на власти, а спорадично у опозицији.
Након смрти упоређиван је са великанима европске историје.
Историјска дистанца након његове смрти 1926. године, одавно је превазишла политичку конотацију и представља солидну основу за научни контекст. Промоција у Нишу

## Настанак задужбине
За све наведено, полазиште је било у Зајечару.
На иницијативу грађана, 25. марта 1992. године, основана је Фондација под називом Задужбина „Никола Пашић”.
Министарство културе је решењем од 16. јула 1993. одобрило њено оснивање као својеврсне институције у култури.
Покретачка идеја била је да се на достојанствен и адекватан начин обележи 150 година од рођења Николе Пашића.